# Independence (Louisiana)
Independence  è un paese degli Stati Uniti d'America che fa parte della parrocchia di Tangipahoa, nello Stato della Louisiana.

## Popolazione
Secondo il censimento dell'anno 2000, la popolazione assomma a 1.724 abitanti. L'abitato fa parte della più ampia zona (statisticamente: area micropolitana) di Hammond.

## Storia
Independence è stata fondata intorno al 1880 della Great Northern Railroad che collega New Orleans a Jackson.
La cittadina venne denominata Rabbit Town e in seguito dal 1852, Uncle Sam. Questo nome venne sostituito, con Independence proposto da un immigrato di nome Christopher Evens.
In quegli anni delle famiglie provenienti dall'Italia, provenienti da Puglia, Calabria e Sicilia, attirati dal fiorente industria ortofrutticola, specializzata in fragole, vi si stabilì. Il villaggio divenne lentamente divenne una comunità prevalentemente italiana.
Ancora oggi il borgo è conosciuto come la Little Italy della Louisiana.

## Festività
La comunità italo-americana in tutto lo Stato festeggia il loro patrimonio culturale attraverso vari festival italiani. Ad Independence si svolgono due importanti rievocazioni la festa di San Giuseppe il 19 marzo e annuale Festival Italiano, nell'ultimo settimana di aprile.